# Войны Новгорода с емью
Во́йны Но́вгорода с е́мью — серия военных конфликтов между Новгородской республикой и финским племенем емь в XI—XII веках. На момент столкновений, описанных в русских летописях, емь населяла северное побережье Финского залива. Союзниками новгородцев выступали населявшие территорию современной Ленинградской области ижорцы, карела и водь. Конец финско-новогородскому противостоянию кладёт шведское завоевание Финляндии в ходе Крестового похода 1249 года, после чего в данном регионе новгородцы уже конфликтуют со шведами.

## История конфликтов
- В 1042 году (6550) имел место первый конный поход новгородцев под предводительством князя Владимира Ярославовича на емь[1]. Поход вначале был удачным, однако на обратном пути начался падёж лошадей.
- В 1122 году (6631) «в великое говение» последовал поход Всеволода Мстиславовича на емь.
- в 1142 году (6650) емь дошла до Ладоги. Параллельно морской набег на новгородских купцов («гостей») совершил «свейский князь» и епископ[2]. Шведская флотилия состояла из 60 шнек. В результате этого рейда предположительно в южной Финляндии погибло 150 новгородцев[3]. «Свейским князем» в этом году мог быть только Сверкер I. Впрочем связь между двумя рейдами напрашивается[4], но не доказана.
- В 1149 году (6657) в зимнюю пору емь совершила набег на подвластную новгородцам Водь в составе 1000 ратников. Новгородцы послали против еми отряд из 500 человек. Все финны, участвовавшие в набеге, были перебиты либо взяты в плен.
- В 1188 году (6694) на ямь ходили новгородские «молодцы» во главе с Вышатою Васильевичем.
- В 1191 году (6699) ходили новгородцы вместе с карелами на емь, «землю их повоевали и пожгли, скот перебили».
- В 1227 году (6735) князь Ярослав Всеволодович пошел с новгородцами на емь предположительно в Центральную Финляндию, «землю всю повоевали, полона привели без числа». В следующем 1228 году (6736) емь решила отомстить, пришла на судах Ладожским озером и начала опустошать новгородские владения. Новгородцы, узнав о набеге, сели на суда и поплыли Волховом к Ладоге, но ладожане со своим посадником Владиславом не стали дожидаться помощи из Новгорода, сами погнались на лодках за емью, настигли их и вступили в бой, который закончился только к ночи. Ночью гонцы от еми пришли просить мира, но ладожане не согласились. Тогда финны, перебив пленников и бросив лодки, бежали в лес, где большую часть их (около 2000 человек) истребили в лесу ижорцы и карелы.